# رادو تودوران
رادو تودوران (رومانیایی: Radu Tudoran؛ ‏ تلفظ رومانیایی: [ˈradu tudoˈran]؛ ‏ ۸ مارس ۱۹۱۰ – ۱۸ نوامبر ۱۹۹۲) زبان‌شناس، نویسنده، مترجم و رمان‌نویس مشهور اهل رومانی بود.
از فیلم‌ها یا مجموعه‌های تلویزیونی که وی در آن‌ها نقش داشته‌است، می‌توان به بادبان‌های برافراشته اشاره نمود.